# Brevicellicium asperum
Brevicellicium asperum är en svampart som beskrevs av Hjortstam & Ryvarden 2005. Brevicellicium asperum ingår i släktet Brevicellicium och familjen Hydnodontaceae.   Inga underarter finns listade i Catalogue of Life.